# Beton celular ușor
Betonul celular ușor (BCU) este un material de construcții artificial, rezultat din amestecul unui anumit mortar cu o spumă ionizată, preparată după o tehnologie de fabricație specială. Spre deosebire de BCA, BCU este un material cu întărire "la rece", fără autoclavizare, fapt care reduce mult costurile de producție și consumul de energie electrică. Se folosește pentru lucrări de zidărie neportantă.